# Pietro de' Pietri

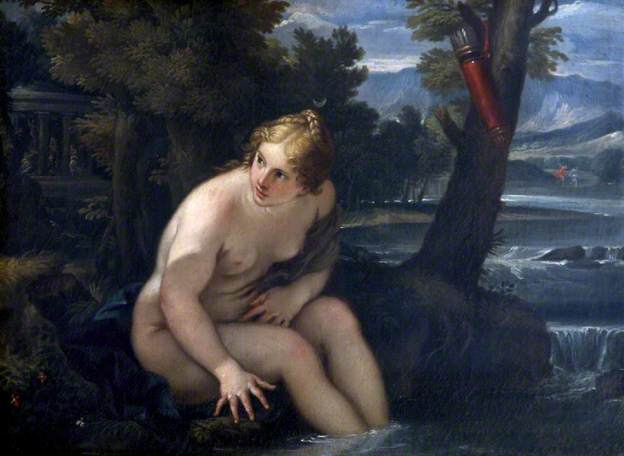
Diane au bain

Pietro de Pietri (ou Pietro Antonio da Pietri, Pietro dei Pietri ; Premia - Rome, 20 décembre 1716, 20 février 16631671 selon Rosini 1847.,) est un peintre italien du baroque tardif actif principalement à Rome.

## Biographie
Né à Rome, Pietro de Pietri est un élève de Giuseppe Ghezzi, puis de Angelo Massarotti et pour enfin rejoindre l'atelier de Carlo Maratta.

## Œuvres
- Vierge à l'Enfant et saints', église Santa Maria in Via Lata,
- San Clemente impone il velo a Domitilla, Palazzo Barberini[4],
- Sainte Famille, Galleria Corsini.